# Saska Švicarska
Saska Švicarska ili Saksonska Švicarska (njemački: Sächsische Schweiz, gornjolužičkosrpski: Sakska Šwica) predio je i nacionalni park u njemačkom dijelu doline rijeke Labe uzvodno od Dresdena.
Na istoku brda prelaze u Lužičko gorje, a zapadno u Rudne gore. Susjedna oblast u Češkoj naziva se Češka Švicarska.
Saksonska Švicarska ima oko 1000 oštrih vapnenačkih vrhova, od kojih neki nikad nisu osvojeni. Oblast je veoma popularna među alpinistima. Najviša uzvisina Saske Švicarske nalazi se na 560 metara nadmorske visine. Najatraktivniji vrh je stijena Bastaji (njem. Bastei).
Elbsandsteingebirge je područje visoravni nastalo djelovanjem podzemnih sila prije oko 90 000 000 godina, kad je dio Zemljine kore, nekoć oceansko dno, izbačeno na visinu od 500 m. Pijesak i kreda s morskog dna stvorili su visoke pješčaničke zaravni kroz koje su rijeka Elba i njezine turbulentne struje tisućljećima urezivale dramatične kanjone. Jedino su na pojedinim mjestima tvrđe stijene odolijevale djelovanju erozije vode, često stvarajući skup stjenovitih formacija. Vrhovi brojnih brežuljaka sa zaravnima posljednji su ostatci prvobitnih, pojedinačnih pješčaničkih ravnika. Ako se prati tok Elbe od Ust nad Labem, ranije poznat kao Aussig, može se uočiti postupni prijelaz od zaobljenih kupola središnjih čeških planina prema neravnijim formacijama koji čine dio gorja Elbsandsteingebirge. Stjenoviti zidovi duž istočne obale izdižu se gotovo okomito uz neobično lijepu tvrđavu Schreckenstein, koja je nadahnula Richarda Wagnera za operu Tannhauser. Nekoliko kilometara dalje, na zapadu se pojavljuju osebujne konture dvaju najviših ravnjaka ove pješčaničke zaravni: 726 m visoka planina Dacinsky Sneznik i njemački Grosser Zschirnstein, visok 562 m. Istočno od Elbe, nedaleko od Hrenskog, drevne riječne struje napravile su nesumnjivo najveći pješčanički most u Europi, nazvan Pravcicka brana ili Prebbisch Gate. Otprilike 16 m iznad tla, ova prirodna stjenovita formacija lučno premošćuje 30 m širok razmak između dviju litica. Početkom 19. stoljeća u njenom je podnožju otvorena gostionica koja danas predstavlja jedan od vidikovaca na pješačkoj europskoj stazi Eisenach-Budimpešta. U pograničnom gradiću Schmilka, B 1172, koji ide usporedno s Elbom, slijedi potez poznat kao njemački put iz snova. Od samog početka, vrlo strme stijene omeđuju uske pojaseve riječne obale, odražavajući snagu i ustrajnost kojima je Elba urezivala svoj put kroz pješčanik. Ova surova divljina poznata je po svojim osobitim, pravokutnim stjenovitim formacijama što su ih oblikovale drevne sile. Brodovi lopatari iz Dresdena dovoze veliki broj posjetitelja u Bad Schandau na desnoj strani Elbe. Željeznica Kirnitschal odvozi posjetitelje u fantastični planinski krajolik. Stotinu godina staro dizalo prevozi pješake na visinu od 50 m u okrug Ostrau, idealnu početnu točku za šetnju. Nešto sjevernije čudesna šetnica ide od Rathena do utvrde Neurathen iz 13. st., nastavlja preko utvrđenog mosta do vidikovca Bastei, 190 m iznad Elbe. Daleko dolje zdesna vide se sićušni krovovi gradića Wehlen. Prema jugu, oko iduće okuke rijeke, nalazi se 415 m visoka planina Lilienstein i najčešće fotografirani ravnjak. Točno nasuprot nalazi se utvrda Konigstein čiji velebni zidovi okružuju liticu plosnatog vrha, 360 m nadmorske visine. Bohemijski i saksonski kraljevi počeli su graditi ovu utvrdu oko 1200. godine. Stoljećima poslije ova je utvrda služila kao zatvor iz kojeg se ne smije pobjeći. August Jaki tamo je utamničio Johana Friedricha Bottgera, proizvođača porculana jer nije uspio proizvesti umjetno zlato, a car Vilim je tamo zatvorio radničkog vođu Augusta Bebela. S kruništa grudobrana Konigsteina pruža se pogled na gradić s toplicama Gohrisch, najstarije ljetovalište gdje je poljoprivrednik Adalbert Haffe 1869. prvi put ponudio sobe turistima. Prema sjeveru se naziru obrisi gradića Pirne na Elbi. Stoljećima je to bila glavna luka za prijevoz pješčanika. Nedaleko od Pirne slijedi ravniji teren u dolini oko drezdenskog dijela Elbe, a prema zapadu se pogled proteže prema planini Erz, dok se prema istoku na obzoru proteže planina Lausitzer.

## Povijest
Ovu oblast su naseljavali Slaveni, sve dok nije pala pod vlast saskih gospodara Meissena u 15. stoljeću.
U Saksonskoj Švicarskoj postojalo je mnoštvo tvrđava koje su služile za zaštitu trgovačkih putova. Danas su najznačajnije tvrđava Keningštajn i dvorac Honštajn. Od ostalih tvrđava postoje samo neznatni ostaci.
Ime su uzvišenjima u 18-om stoljeću dali švicarski umjetnici Adrijan Cing i Anton Graf. Njih je ovaj predio podsjećao na zavičaj, švicarske planine Jure.
Oblast je postala popularna za turiste u 19. stoljeću. Ljepota divljine se naročito svidjela umjetnicima romantizma. Skladatelj Karl Maria von Weber je smjestio radnju svoje opere "Čarobni strijelac" (Freischütz) u ovu oblast (grad Raten).

## Vanjske poveznice
- http://www.teufelsturm.de
- http://www.oberelbe.de/tourist/  Arhivirana inačica izvorne stranice od 9. ožujka 2007. (Wayback Machine)
- http://www.wandern-saechsische-schweiz.de/